# Limusino (província)

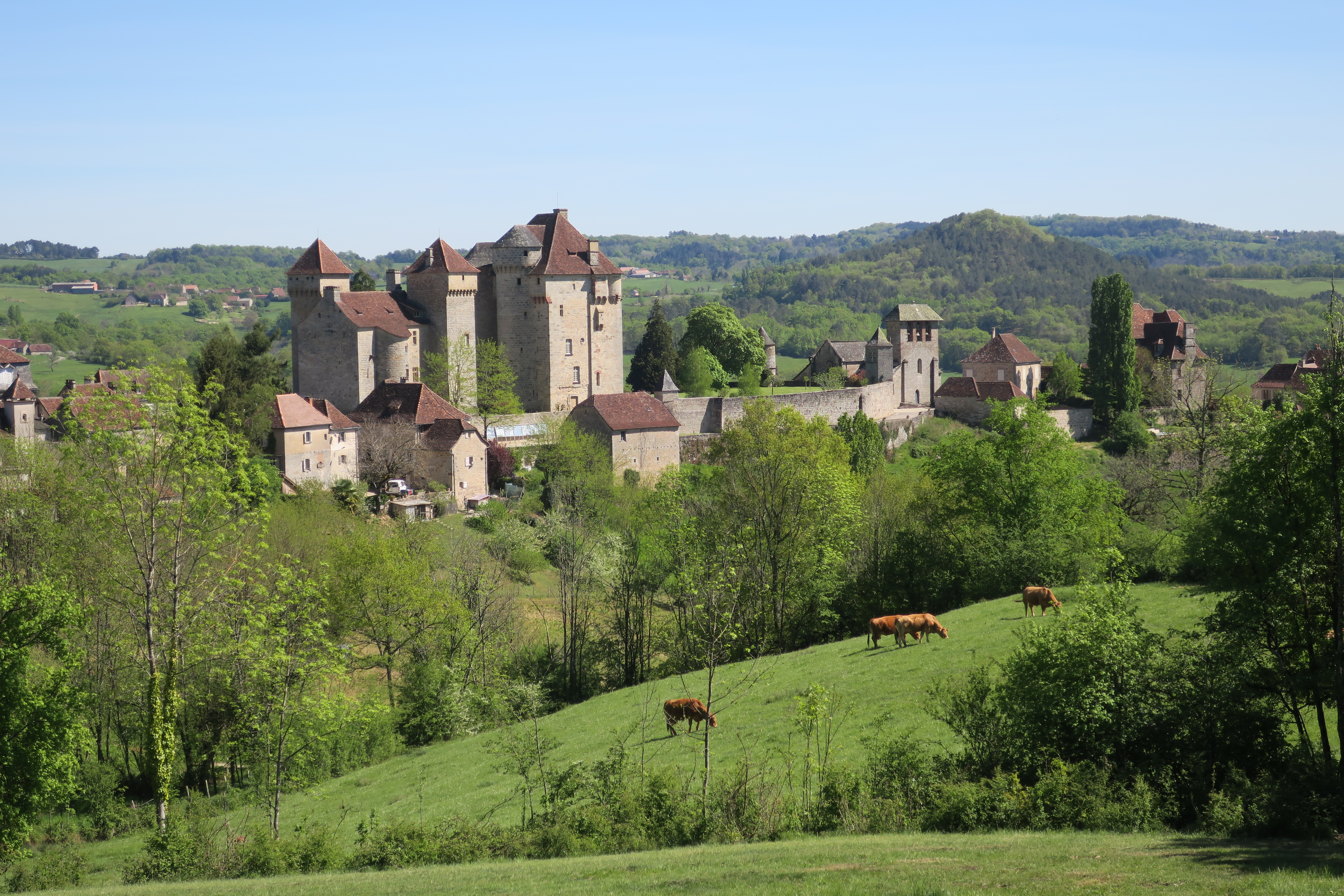
O castelo em Curemonte na província de Limusino.

Limusino (em francês:  Limousin) é uma antiga província francesa.

## História

Brasão de armas da província de Limousin.

Limousin foi uma província do Reino da França de 1589 até a Revolução, antes de se tornar um distrito de ação regional em 1960 e depois uma região administrativa até 2015, quando foi incorporada pela Nova Aquitânia.

Mapa dos municípios contemporâneos que compunham a província de Limousin.